# 旅運中心站

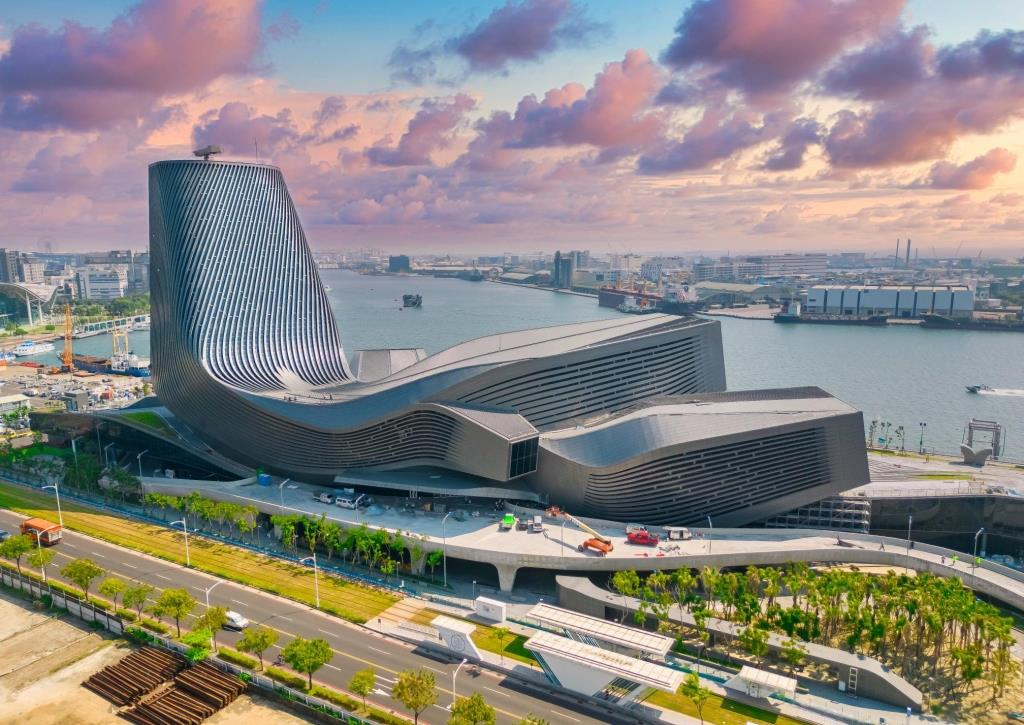
旅運中心站與南側的高雄港旅運中心

旅運中心站位於高雄市苓雅區苓雅寮，為高雄捷運環狀輕軌及黃線（預定）的捷運車站，車站編號為 C9/Y15。

## 歷史
環狀輕軌第一階段興建時，高雄市政府捷運工程局舉行徵名活動，於2015年3月29日公告命名為「旅運中心站」。
2017年6月30日，隨著環狀輕軌第一階段「C8高雄展覽館–C12駁二大義」完工試營運啟用。
因應高雄輕軌成圓，於2024年1月1日至2月25日前進行全線通車試營運，以作為後續正式營運後參考。

## 車站概要
站區位於海邊路與苓南前路交會處南側。周邊多為重劃之空地圍籬，北側為住宅群，南側為高雄港旅運中心，因而目前缺乏公共設施與生活機能，亦是環狀輕軌系統中使用人數較少的車站。

## 車站構造
輕軌部分為側式月台兩座。
黃線（興建中）部分為地下二層島式月台一座，並預計設2個出入口。

### 月台配置
現行營運模式：
| 地面               |                                   |
| 側式月台，右側開門 |                                   |
|                    | ← 環狀輕軌順行方向（光榮碼頭站）  |
|                    | 環狀輕軌逆行方向（高雄展覽館站）→ |
| 側式月台，右側開門 |                                   |
| 出入口             | 連通道 →往黃線車站                |

未來新增營運模式：
| 地面      | 出入口                         | 出入口 ←往輕軌車站                     |
| 地下 一樓 | 穿堂層                         | 車站大廳、服務台、自動售票機、驗票閘門 |
| 地下 一樓 | 穿堂層                         | 廁所                                   |
| 地下 二樓 | 1號月台                        | 黃線 往坔埔方向（三多商圈站）→         |
| 地下 二樓 | 島式月台，左／右邊車門將會開啟 |                                        |
| 地下 二樓 | 2號月台                        | 黃線 往坔埔方向（三多商圈站）→         |

## 利用狀況
| 年   | 全年   | 全年   | 全年     | 1日平均 | 1日平均 | 1日平均 | 1日平均 |
| 年   | 上車   | 下車   | 上下車計 | 來源    | 上車    | 上下車  | 排名    |
| ---- | ------ | ------ | -------- | ------- | ------- | ------- | ------- |
| 2019 | 無資料 | 無資料 | 無資料   | [ 7 ]   | -       | 16      | 14/14   |

## 外部連結
- 旅運中心站（高雄捷運公司） （页面存档备份，存于）